# 第一次世界大戦の賠償
第一次世界大戦の賠償（だいいちじせかいたいせんのばいしょう）では、第一次世界大戦後に発生したドイツなど中央同盟国に課せられた戦争賠償について記述する。

## ドイツ

### 賠償要求決定の背景

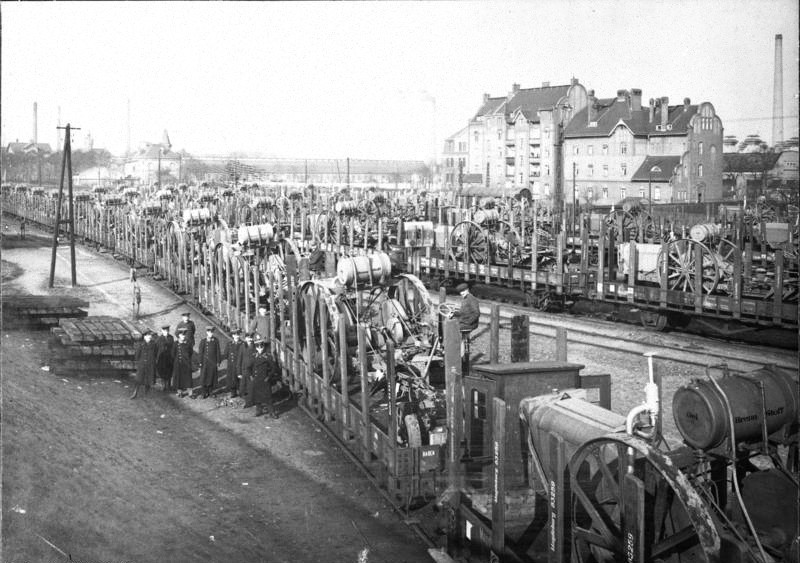
ドイツからフランスに運ばれる物納賠償 (1920年)

1918年11月18日、ドイツ帝国が申し出た休戦はアメリカに受理され、休戦協定が締結された。この休戦協定ではアメリカのウッドロウ・ウィルソン大統領が唱えた「十四か条の平和原則」と、1918年2月11日の「四原則」と「民族自決・無併合・無軍税・無懲罰的損害賠償」、9月27日の「五原則」を加えた「ウィルソン綱領」が将来の講和条約の原則となるとされた。この原則の中には「無償金」も含まれていた。この背景には、反帝国主義者によって賠償金が貪欲な略奪と同義であり、併合と同種の野蛮なものであると見られていたことがある。イギリス政府はこの綱領が講和の基礎になることについては不服であったが、早期休戦成立のために承認せざるを得なかった。首相デビッド・ロイド・ジョージは1月5日の会見で賠償金要求を否定していたものの、基本的な主張としては「完全な復旧、完全な賠償、有効な保障」が講和条件であり、「賠償なくして講和は不可能である」「それは復讐的であるといった問題ではない、報復するといった問題ではない。償金はあらゆる意味で本質的なものである」と、賠償要求の可能性を崩してはいなかった。また、ジョルジュ・クレマンソー首相のフランスも最大被害を受けた国として賠償を譲ることは出来なかった。フランスは安全保障の観点からも賠償によって産業を復興させなければならず、同時にドイツを弱体化させることが必要であった。また、英仏は戦費のためアメリカから膨大な借り入れを行っており、賠償金無しに返済は困難であった。ただし伝統的にヨーロッパから孤立した地域にあるイギリスと、ドイツと接するフランスの間ではドイツの脅威に対する恐怖の差異があった。

#### イギリスの国内事情
イギリスの大蔵省A課はドイツに課す賠償額策定の任に当たっていた。1918年には責任者にジョン・メイナード・ケインズが就任した。A課は11月に「ドイツの支払い能力は高めに見積もれば40億ポンド、楽観的に見れば30億ポンド、慎重に見れば20億ポンド」になるという見通しの報告書を作成し、閣議に提出した。しかし一部閣僚は納得せず、オーストラリア首相のビリー・ヒューズを委員長とし、イングランド銀行総裁ウォルター・カンリフ（en）らを委員とする委員会が新たな報告書を策定した。この報告書では連合国戦費すべてをドイツに支払わせるという前提で作成され、大戦前のドイツ貯蓄を基準として賠償請求額は240億ポンドにするべきであるとした。おりしも12月の総選挙が迫っており、好戦的なノースクリフ系の新聞が対独強硬的なキャンペーンを行ったことで、ヴィルヘルム2世の裁判や全額賠償を求める世論が高まっていた。ロイド・ジョージは11月29日に「ドイツはその能力の限界まで戦費を支払わねばならぬ」と声明し、12月11日には戦費全額を賠償させると言明した上にヒューズ委員会による240億ポンドという具体的な賠償請求額を公表した。このことによってタイムズ紙なども対独強硬な主張を掲載し、賠償金要求の声はさらに高まった。しかし選挙の結果、ロイド・ジョージ自身の与党である自由党はむしろ議席を減少させ、右派の保守党の勢力拡張に繋がった。

#### パリ講和会議
1919年1月からパリ講和会議が開始され、賠償問題が協議された。この会議の当初で最も紛糾した争点は、「フランスによるザールラントの領有」、「フランスによるライン川左岸占領の継続」、そして「賠償金」であった。3月25日からはウィルソン、ロイド・ジョージ、クレマンソーにイタリア首相ヴィットーリオ・エマヌエーレ・オルランドを加えた4人で会議が行われた。クレマンソーは強硬に賠償要求を行ったが、ロイド・ジョージはあまり長期にドイツを拘束することは復讐心をかき立てるとして反対であり、「賠償支払の期間は出来るだけ短くしなければならない」と説いた。
一方で巨頭会談とは別に、1月23日には賠償委員会が設立された。慎重派のケインズは委員会に出席できず、ヒューズやカンリフといった強硬派がイギリス代表となった。アメリカ代表は賠償を損害の補償に限定しようとしたが、ヒューズらは戦費をも含めるべきと主張した。ウィルソンは戦費を含めることは認めないと指示を送った。これに対してイギリスとフランスは、対米債務の削減があれば賠償金削減があるとほのめかしたが、3月8日にアメリカ財務省はいかなる債務削減にも応じないと拒否回答した。行き詰まりを打開するために3月10日に設置された米英仏専門家の三者委員会はドイツが支払い可能な額を考慮し、3月15日には総額1200億マルク（600億金マルクと600億パピエルマルク）という賠償額を勧告した。ロイド・ジョージやクレマンソーも現実的な路線に転換し、イギリスは委員会代表にケインズを加入させた。しかし保守党や新聞世論を背景とするヒューズやカンリフ、ジョン・ハミルトン (初代サムナー子爵)常任上訴貴族 (Lords of Appeal in Ordinary) の抵抗は強かった。3月26日に米英仏の三政府案が提出されたが、アメリカが最大1400億マルク、フランスが1880億マルク、イギリスは2200億マルクと開きは大きかった。ロイド・ジョージとクレマンソーは講和会議での決着を諦め、決定を先送りすることにした。一方で賠償に軍人恩給を含めるべきとする英仏の主張がアメリカを屈服させ、条約にはドイツの恩給支払いが盛り込まれることとなった。ケインズはこの流れに抗議して会議の途中で帰国した。
6月28日にヴェルサイユ条約が署名された。第八編231条で大戦の結果生じた損失の責任は「ドイツ及びその同盟国」にあることが明記され、232条ではドイツに完全な補償を行う能力が無いことを確認した上で、損失に対する補償を行うべき事が定められた。ヴェルサイユ条約では一定の物納による賠償が定められた。賠償金については占領軍費用として1921年4月30日までに200億金マルクに相当する物資・金を支払い、400億マルクの無記名債券を発行することが定められたが、賠償金総額については決定されず、独立の賠償委員会を設置して後に協議されることとなった。また、116条によってロシアの賠償請求権は留保され、正式政府の成立後に協議されることとなった。

### 補償対象
補償対象はヴェルサイユ条約244条第一付属書によって定められた。
- 戦争行為による戦死者及び負傷者に対する補償
- ドイツとその同盟国が原因である民間人死者・負傷者への補償
- ドイツとその同盟国によって行われた民間人に対する不法行為への補償
- 捕虜虐待への補償
- 負傷した連合国軍人に対して連合国が支払う恩給金額
- 兵士・捕虜とその家族に対して連合国が支払う恩給金額
- ドイツとその同盟国による民間人強制徴用に対する補償
- 連合国の非軍事物損害への補償
- ドイツとその同盟国が連合国民に課した罰金・賦課金の補償

### 船舶賠償
244条第三付属書では戦争によって発生した商船や漁船に対する補償を定めている。これによりドイツは、ドイツ船籍にある総トン数1600トン以上の商船全て、1000トン以上の船舶の半分、トロール船や漁船の4分の1の所有権を連合国側に引き渡すことになった。

### 物納・家畜賠償
244条第四付属書は損害の直接的賠償として、セメント・ガラス・鋼鉄・レンガ・木材・機械・家具・暖房器具等を提供することが定められた。また1919年12月31日までに以下の家畜を物納することを定めている。

#### 対フランス
- 3歳から7歳までの種牡馬…500頭
- 18ヶ月から7歳までの子牝馬及び牝馬…3万頭
- 18ヶ月から3歳までの牡牛…2000頭
- 2歳から6歳までの乳牛…9万頭
- 雄緬羊…1000頭
- 緬羊…10万頭
- 山羊…1万頭

#### 対ベルギー
- 3歳から7歳までの種牡馬…200頭
- 3歳から7歳までの牝馬…5000頭
- 18ヶ月から3歳までの子牝馬…5000頭
- 18ヶ月から3歳までの牡牛…2000頭
- 2歳から6歳までの乳牛…5万頭
- 子牝牛…4万頭
- 雄緬羊…200頭
- 緬羊…2万頭
- 山羊…1万5000頭

### 石炭納入
244条第五付属書はドイツが石炭とその関連製品を連合国に毎年無償提供することを定めている。

#### 対フランス
- 毎年700万トンを10年間
- 上に加え、戦争によって破壊されたフランス国内炭鉱が戦前に産出していた額から現在の産出額を差し引いた量の補償。最大額は5年間2000万トン、残りの5年間800万トン。
- さらに3年間以下の石炭関連製品を最低価格で売却する。
  - ベンゼン…3万5千トン
  - 硫酸アンモニウム…3万トン
  - コールタール…5万トン。ただしフランスはコールタールのかわりに軽油・重油・無煙炭・ナフタリン・ピッチを要求することが出来る。

#### 対ベルギー
- 毎年800万トンを10年間

#### 対イタリア
- 450万トンから4年かけて徐々に引き上げ、最後の6年間には850万トンずつ引き渡す。合計は7700万トン。

#### 対ルクセンブルク
- 賠償委員会の指定により、戦前ルクセンブルクが消費していたドイツ石炭と同量を毎年引き渡す。

### その他の賠償
232条ではベルギーが大戦中に借り入れた対連合国債務の支払い肩代わりを求めている。
244条第7議定書はドイツが保有していた海底ケーブルの権利放棄を定めている。245条ではドイツが普仏戦争時にフランスで略奪した美術品、247条では侵攻によって焼失したベルギーのルーヴァン大学図書館に対する補償と、ベルギーの教会が保持していたが盗難され、当時ドイツの美術館にあった祭壇画の一部をそれぞれ返却することとなった。また244条第六議定書は、1925年1月1日までの期間、ドイツが管理する染料や化学薬品の50％を賠償として物納することが出来ると定めている。
246条では19世紀末にアフリカでドイツ植民地支配に抵抗したムクワワの頭蓋骨をイギリスに、ヒジャーズ王国が紛失した第3代正統カリフウスマーン・イブン・アッファーンのクルアーン（トプカプ写本）をヒジャーズ国王にそれぞれ返却することが定められているが、ウスマーンのクルアーンについてはドイツは保有していなかった。

### 賠償金額決定
賠償委員会は244条第二議定書によってパリに設置され、アメリカ・イギリス・フランス・イタリア・日本・ベルギー・ユーゴスラビア（セルビア人・クロアチア人・スロベニア人王国）がそれぞれ1名の委員と1名の副委員を出すこととなっていた。ただし委員会の評決に加われるのは五ヶ国の委員のみであり、アメリカ・イギリス・フランス・イタリアの委員が優先権を持っていた。日本は海上問題と日本関係、ベルギーは日本が関与する問題以外に優先権を持つこととされた。賠償委員会は賠償不払い時に領土差し押さえが出来るなど強大な権限を予定されていたが、それはアメリカの参加が前提であった。しかしアメリカがヴェルサイユ条約を批准しなかったため参加しなかった。
このため1920年4月から1921年4月にかけて12回の会議が開かれた。フランスは自国の損害を1320億金マルクに達すると算出しており、フランス一国で1110億金マルクを請求し、ドイツが120億金マルクを42年間支払い続ける案を提出している。しかしイギリス側はドイツにその能力がないと反論している。対独融和的なイギリスと対独強硬であるフランスの意見は対立し、協議は難航した。1920年6月21日のブーローニュ会議では2690億金マルクという総額が暫定的に定められ、7月のスパ会議では賠償金配分がフランス52％、イギリス22％、イタリア10％、ベルギー8％、日本0.75％、ポルトガル0.75％であるとなり、残りの6.5％はユーゴスラビア、ルーマニア、ギリシャを含めた協定非署名国のため留保すると定められた。11月にはドイツが賠償支払いを履行しない場合にはルール地方またはドイツ全土の占領が定められた。
1921年2月から3月のロンドン会議ではドイツ側が総額を500億金マルクとする対案を提出したが、連合国側は却下した上にデュースブルクなどドイツの三都市を占領するという強硬手段に出た。この占領は1925年8月25日まで行われている。
4月から5月にかけて開かれた第二回ロンドン会議で、ドイツは総額2000億マルクという新たな対案を提示したが、連合国側は強硬であった。5月5日、最終的な案が定まり、総額は1320億金マルク（約66億ドル、純金47,256トン相当）という1913年のドイツ国民総所得の2.5倍という莫大なものとなり、ドイツはこの金額向こう30年間にわたって分割払い、しかも外貨で支払うことになった。最初の5年間には年20億マルク、さらに輸出額の26％を支払うことが定められ、以降は徐々に金額が増加し、最後の10年間には60億マルクに達するというものであった。さらに委員会は1921年中に10億マルクの支払いを求めた。ベルリンには賠償支払い監視のための補償委員会が設置され、ドイツ国民の反発は高まった。ドイツは国債発行を行って1921年8月に10億金マルクを支払ったものの、フランスはこの資金がザール炭鉱の利益から出ているとして受け取らなかった。10月にはドイツがフランスに鉄鋼などの現物供給で賠償を支払うヴィースバーデン協定が結ばれたが、競合相手となるフランス産業界や他の連合国の批判を受けたために中止された。1922年4月にはソビエト連邦とドイツが極秘交渉の末、ヴェルサイユ条約116条を事実上破棄し、賠償金を含む戦債を相互放棄するラパッロ条約を締結した。

### ケインズの批判
ケインズは1919年12月に「平和の経済的帰結」（en:The Economic Consequences of the Peace）を著して賠償強硬派や「もしもロイド・ジョージ氏かウィルソン氏が、彼らの注意を必要とした諸問題で最も重大なものが、政治的あるいは領土的問題ではなく金融および経済に関するものであったこと、また将来の危険が国境や主権にではなく食糧、石炭および運輸にあることを理解していたら、 ヨーロッパはなんと異なった将来を予想しえたであろう」と、首脳達を批判した。
さらに同書と1922年の「条約の改正」では予算問題とトランスファー問題（de）によってドイツの賠償支払いが著しく困難なものであると警告している。予算問題とはドイツ政府が賠償を支払うためには、政府財政で毎年黒字を計上せねばならない。黒字達成のためには増税や支出削減が必要であるが、賠償額が大きくなればなるほど国民生活を圧迫し、これが続けば労働意欲や生産力も低下するというものである。トランスファー問題とは、ドイツが賠償支払いを外貨で行わねばならないことから生じる問題で、ドイツが自国の財政黒字を外貨に両替するためには経常収支が黒字であることが必要であるが、現実的にはその達成が困難だと指摘したものである。ケインズはこれらの理論により、イギリスとアメリカに対連合国債権をすべて放棄させた上で、ドイツに賠償額を30年賦で12億6000万金マルクずつ支払わせるのが妥当と算定した。

### ルール占領とインフレーション
ドイツ政府の賠償資金調達の結果、マルク為替は下落し始めた。このため1922年5月期限の支払いが困難となり、ドイツは支払い延期を求めたが、フランスはほとんど応じず、マルクは1ポンド＝5,575マルクまで下落した。1922年1月のパリ会議で支払い猶予問題について話し合われ、一時的に支払い猶予が認められた。しかしフランスのアレクサンドル・ミルラン大統領やレイモン・ポアンカレ元首相は対独融和に強硬に反対し、合意に賛成したアリスティード・ブリアン首相は辞職した。その後もマルク暴落は続き、ドイツ政府は7月12日に6ヶ月の賠償支払い停止を求め、さらに1923年と1924年の賠償支払い不能を宣言した。イギリスは賠償金支払い猶予に応じるなど譲歩の構えを見せたが、フランス首相となったポアンカレや対米債務に苦しむ諸連合国は反対し、ポアンカレは抵当としてルール地方の鉱山管理権を要求した。その後、ドイツの賠償支払いは遅れ、石炭引き渡し額が200万トン足りないなど、現物支払いを履行しなかった。このため12月26日、賠償委員会はイギリスの反対を押し切ってドイツの賠償不履行認定を宣言した。1923年1月4日、ポアンカレはルール地方占領を宣言し、フランス軍・ベルギー軍は11日からルール地方の占領を開始した。ドイツのヴィルヘルム・クーノ内閣は消極的抵抗で対抗し、ルールの労働者はストライキに入った。ストライキに入った労働者にはドイツ政府が賃金を支払うことで応じたが、財源がなかったために紙幣増発で対応されることとなった。
この情勢下でドイツのインフレーションはさらに激化しており、1922年12月に1ポンド＝3万4858マルクだったのが占領直後には1ポンド＝11万マルクにまで低下した。占領によってドイツ産業界の心臓であるルールを失ったことと、ライヒスバンクによる紙幣増発は状況をさらに悪化させた。またフランスとベルギーはルールにおける抵抗がやむまで交渉に応じないと強硬な態度を続けたため、インフレはますます悪化し最終的にはおよそ一兆倍の規模に達した。ドイツ政府は新たな賠償支払い原案を提示したが、連合国に拒否された。加熱するインフレのためドイツ国内の政情も不安定化し、ドイツ共産党や右派のミュンヘン一揆などの反乱が相次いだ。このため新首相グスタフ・シュトレーゼマンは9月26日の消極的抵抗の停止と11月15日のレンテンマルク発行によってインフレを収め、連合国側との再交渉に臨んだ。イギリスはアメリカに賠償委員会への参加を求め、12月にアメリカのチャールズ・ドーズが賠償委員会に参加した。

### ドーズ案

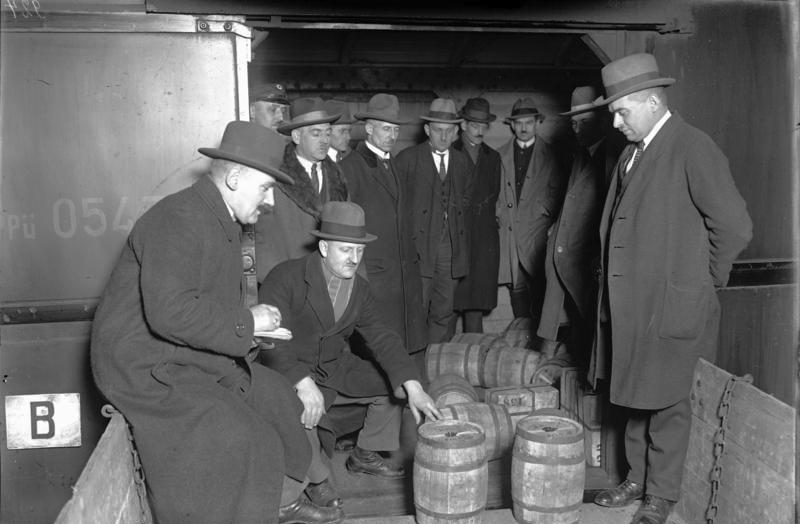
ドーズ公債により、ベルリンに送られた金。1924年

賠償委員会は12月27日に二つの専門委員会を設置した。このうちドーズを委員長とする委員会は1924年4月9日にドーズ案を策定した。ドーズ案はドイツにとってかなり有利であり、ドイツは即座に受諾した。一方でフランスは受け入れに難色を示していたが、強硬派のポアンカレが失脚したこともあって8月に合意が成立した。ドーズ公債の導入でドイツ経済は好調になり、景気が改善されたことで賠償金支払いはしばらくの間円滑に履行された。1928年末までにドイツは計60億マルクの賠償金を支払った。

#### ドーズ案の内容
- 毎年の賠償支払額を段階的に増加させる。一年目は10億マルク、五年目以降は25億マルク、それ以降は経済状況によって判断する。これにより合計金額はロンドン時点よりもかなり減額される。
- ドイツ政府は賠償をマルクによる支払いで行い、賠償受け取り国が外貨に変換する。これにより、賠償受け取り国はドイツ側の経済に配慮する必要が生まれた。
- 賠償金支払いのための公債を募集し、ドイツに借款として与える（ドーズ債）。うち8億マルクはアメリカを中心に米欧で引き受ける。
- ドイツは工業やドイツ国営鉄道からの引き渡し、関税・間接税の新設によって賠償金を調達する[36]。
- ベルリンに賠償金を債権国の中央銀行に送付する賠償代理機関を設立する[36]。
- また、ライヒスバンク（ドイツ中央銀行）の改組を行う。政府からの独立性を高めるとともに、賠償支払総代理人勘定を設立するほか、審査機関として評議会を新設し、定員の半数は外国人が占めるなど、ドイツ金融への監督が強まった[37]。

### ヤング案
1928年頃になるとアメリカ経済が過熱し、ドイツへの資金流入が激減した。ドーズ案では賠償支払額の変更が行えることになっていたが、賠償金総額や支払い年数は定まっていなかった。このためドイツは賠償金総額の確定とその減額を求めていた。1928年9月、オーウェン・D・ヤングを委員長とし、アメリカと日本、そしてドイツ側も参加する新たな委員会設置が決まった。1929年2月11日にはヤング委員会がパリで第一回協議を行った。フランスは年額25億金マルクを主張していたが、ドイツは10億金マルク以内を望んでいた。4月頃には会議決裂も危惧される状況であったが、6月4日にヤング案の大枠が合意され、賠償総額が定まった。
これにより賠償残額は358億1400万ライヒスマルクであると確定し、ドイツは59年賦（最初の37年間は平均19億8800万ライヒスマルクとドーズ公債融資の元本を合わせて20億5000万マルク、残りの22年間は16億から17億ライヒスマルクを支払う）でこれを支払うこととなった。配分はスパ会議での比率が原則となったが、アメリカが約3.3％にあたる6610万マルク、ポーランドが50万マルクの配分を受けている。また、現物賠償についても残り10年で打ち切られることになった。
また賠償金支払いを国家の手から離して非政治化する目的のため、賠償代理機関にかわって国際決済銀行創設が定められた。今後賠償金は国際決済銀行がドイツ政府から徴収し、債権国の中央銀行に分配する形式が取られることとなった。さらに国際決済銀行は、ドイツのライヒスバンクが負担義務をもつ3億ドルの債券（ヤング債）を発行し、売り上げを債権国に支払う形での賠償支払いも行われた。一方でドーズ案で導入されたライヒスバンクやドイツ国有鉄道の連合国による監理措置は終了することになった。
この措置によって賠償金総額はかなり減額され、負担も軽減されたが、ドイツ国内ではヤング案が国民を将来にわたって賠償金支払いに縛り付ける「ドイツ国民奴隷化法案」であるとするキャンペーンが右派を中心に行われ、ヤング案反対の国民投票が行われるに至った（en:German referendum, 1929）。反対派にはヤング案制定に参加したものの、自らがヤングに提案した国際決済銀行構想の矮小化に反発したライヒスバンク総裁ヒャルマル・シャハトも加わっている。結局ヤング案は批准されたが、ドイツにおいて極右派、とくにナチ党の台頭を招くことになる。1929年8月31日にはハーグでヤング案が正式採択され、ラインラントからの連合軍撤退が開始された。その後1930年3月にフランス議会でヤング案は批准され、5月17日に発効した。

### 賠償金支払いの停止
1929年10月24日、世界恐慌が発生し、1930年1月には第2回ハーグ会議でヤング案実行に関する協議が行われることになった。ドイツは賠償支払いの困難を訴えたが、フランスは応じなかった。
さらに5月のクレディット・アンシュタルト銀行の破綻と9月の選挙によるナチ党の躍進が外資金の撤退を招いたこともあり、ドイツ全土が大規模な信用恐慌に見舞われた。
1931年6月、ハインリヒ・ブリューニング首相は賠償金支払いの停止を宣言した。賠償金支払い停止は連合国、特にフランス経済に大きな影響を与えるため、7月1日にアメリカのハーバート・フーヴァー大統領は賠償金支払いとヨーロッパの対アメリカ債務支払いを一年間猶予した（フーヴァーモラトリアム）。しかしドイツの経済状況は改善せず、賠償金支払いは再開されなかった。このため1932年6月16日からローザンヌ会議で再度協議が行われることになった。この会議でヤング案の停止と、3年間の支払い猶予、30億ライヒスマルクの支払いによって賠償を終了させるという合意が行われた。しかしナチ党と共産党の拒絶によってドイツ国内での批准は行われず、対連合国債権減額に反発するアメリカ議会でも批准されなかった。1933年にはナチ党が権力を掌握し、ライヒスバンク評議会などの連合国監督措置は撤廃された。
1933年7月にドイツ政府は外国への支払いに対するモラトリアムを宣言した。ライヒスバンクは債務の一部を返済することで債権者との合意を行ったが、オランダとスイスは応じず、経済制裁をかけると主張した。このため両国国民に対してのドーズ債・ヤング債の利子支払いは全額行われた。スウェーデン、フランス、ベルギー、イギリスも同様に経済制裁をほのめかしたため、これらの国民に対しては利子支払いが行われた。ただし、不干渉政策をとったアメリカの国民に対する利子支払いは行われなかった。

### 賠償金支払いの再開
ナチス・ドイツが崩壊し、連合軍軍政期の後である1953年に、西ドイツ（ドイツ連邦共和国）政府は西側諸国との間に戦前の債務の支払いを約束するロンドン債務協定を締結した。この協定により、賠償問題の解決自体はドイツの統一まで延期されることとなったものの、ドーズ案とヤング案の際に発行された公債の利子支払い再開が行われることとなり、ドーズ債については1969年、ヤング債については1980年に満期を迎えることとされ、概ねこのスケジュールで支払は行われた。ドイツが戦後支払った額は6億7000万ユーロに達したが、1945年から1952年の間に発生した利子については支払いは行われなかった。この利子の支払いはドイツ再統一後の1990年10月に再開されたが、この時点で残金は1億2500万ユーロが残っていた。2010年10月3日には7500万ユーロが債権者に支払われ、90％の支払いが完了した。残る2000万ユーロ分の債務については請求が行われておらず、無効になるとみられている。

## ドイツ以外の賠償

### ブルガリア
- ヌイイ条約121条により22億5千万金フランを37年賦で支払う
- ルーマニア、ギリシャ、セルブ・クロアート・スロヴェーン（ユーゴスラビア）に家畜賠償を行う。
- ユーゴスラビアに毎年5万トンの石炭を優先的に引き渡す。

1930年1月20日の第二回ハーグ会議において残りの賠償金は約4億1524万金フランとされ、1930年以降の支払いは一年目500万金フラン、以降は1000万金フランを10年ごとに徐々に増額し、最後の16年は1966年に完済すると定められた。

### オーストリア
サン＝ジェルマン条約により、オーストリアに関しても賠償委員会が設立されることとなっていた。しかし国土の多くを失った上に、ドイツとの合邦も禁止されたオーストリアは、激しい物資欠乏とインフレに見舞われていた。1921年、オーストリア政府は国際連盟に復興計画「テル・メーレン計画」の適用を申請し、これを受けた常任理事国は賠償請求権の棚上げに応じた。しかし賠償委員会では棚上げに関する合意が得られず、1922年5月にテル・メーレン計画の導入は断念された。しかし6月にはアメリカが賠償請求権棚上げに応じており、オーストリアは経済再建に政府資産を使えるようになった。1930年1月20日の第二回ハーグ会議でオーストリアの賠償義務は最終的に免除された。

#### その他の賠償
- 一切の船舶を賠償委員会に引き渡す。
- 機械部品・建材などの再建材料を引き渡す。
- イタリア、ユーゴスラビア、ルーマニアに家畜賠償を行う。
- イタリア割譲地域にある海底ケーブルの権利をイタリアに引き渡す。
- 略奪した美術品の返還。
- トスカーナ、モデナ、ナポリなどの旧イタリア諸邦君主の宝物の一部をイタリアに返還
- ピーテル・パウル・ルーベンスの「イルデフォンスの祭壇」等の美術品をベルギーに返還
- ポーランドにヴワディスワフ4世の金盃を返還
- チェコスロバキアにボヘミア王家の宝物と図書を返還

### ハンガリー
トリアノン条約により、ハンガリーにも賠償委員会が設立されることとなった。しかしハンガリー・ルーマニア戦争後のハンガリー経済は悪化し、インフレと財政赤字が拡大した。1923年9月には国際連盟による財政・金融面での援助をともなう経済復興計画が行われることになった。これをうけて1924年2月、賠償委員会は賠償の先取権を停止した。賠償金は自国紙幣での支払いが認められ、さらに外貨への交換はハンガリー為替を破壊しない程度に行うことが義務づけられた。金額については向こう20年間、徐々に増額して支払うことが定められた。
1930年4月28日のパリ協定において、1944年まで賠償支払いは延期され、1966年までの22年間に年額1350万金クローネを支払うこととなった。

#### その他の賠償
- 一切の船舶を賠償委員会に引き渡す。
- ペーチ炭鉱産出の石炭を毎年一定額セルブ・クロアート・スロヴェーンに引き渡す。
- 機械部品・建材などの再建材料を引き渡す。
- イタリア割譲地域にある海底ケーブルの権利をイタリアに引き渡す。
- 略奪した美術品の返還。
- 割譲地域にまつわる歴史的文書の返還。

### トルコ
希土戦争後のローザンヌ条約58条により、ギリシャ以外の締約国との賠償は相互放棄されている。また、59条では希土戦争時にギリシャ軍がアナトリアで行った不法行為に対して、トルコに賠償請求権があることが確認されている。しかし、ギリシャの財政状況により、トルコはその請求権を放棄することとなっている。また60条では分離地域にあるトルコ財産はすべて分離先の国の所有になるとされている。